# Viola ovato-oblonga
Viola ovato-oblonga (Miq.) Makino – gatunek roślin z rodziny fiołkowatych (Violaceae). Występuje naturalnie w Japonii (na wyspach Honsiu, Sikoku i Kiusiu) oraz Korei Południowej. 

## Morfologia

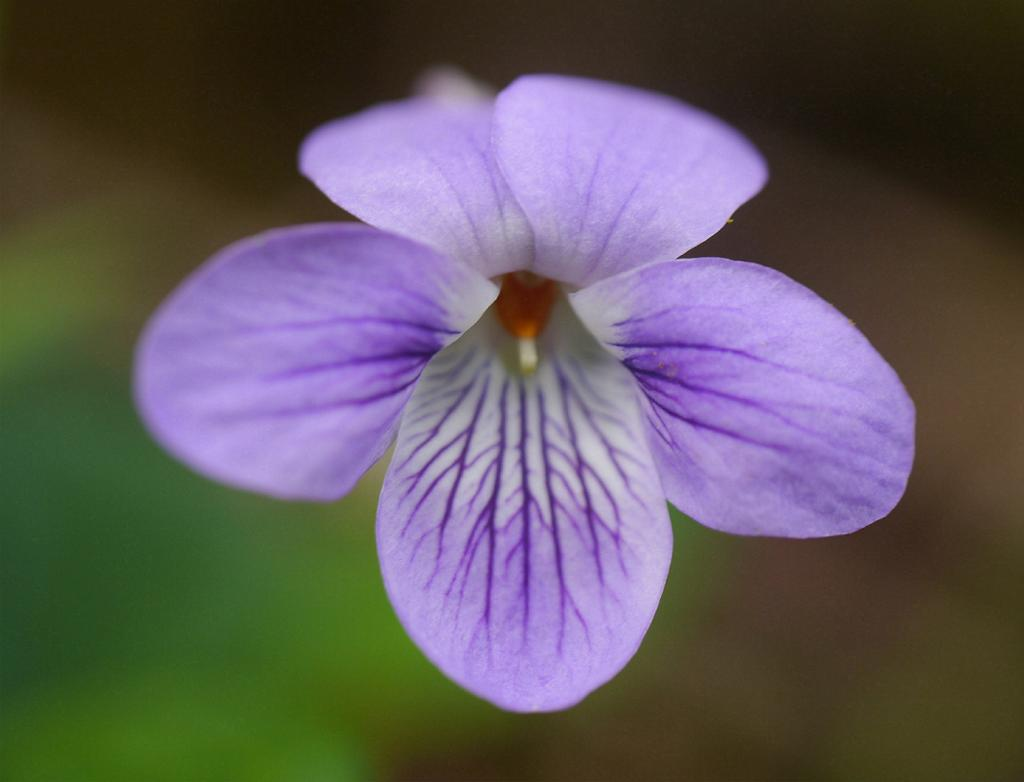
Kwiat

PokrójBylina dorastająca do 10–30 cm wysokości, tworzy kłącza.
LiścieBlaszka liściowa ma kształt od owalnego do okrągławego lub lancetowatego. Mierzy 2–6 cm długości oraz 1,5–3 cm szerokości, jest karbowana na brzegu, ma sercowatą nasadę i ostry wierzchołek. Ogonek liściowy jest nagi. Przylistki są lancetowate.
KwiatyPojedyncze, wyrastające z kątów pędów. Mają działki kielicha o lancetowatym kształcie. Płatki są odwrotnie jajowate, mają różową barwę oraz 12–15 mm długości, dolny płatek posiada obłą ostrogę o długości 7-8 mm.

## Biologia i ekologia
Rośnie w lasach i na skarpach. 